# Tricorythus exophthalmus
Tricorythus exophthalmus is een haft uit de familie Tricorythidae. De wetenschappelijke naam van de soort is voor het eerst geldig gepubliceerd in 2010 door Kluge.
De soort komt voor in het Afrotropisch gebied.